# STS-61-A
إس تي إس-61-آي (بالإنجليزية: STS-61-A)‏ وُعرفت كذلك باسم دي-1 (بالإنجليزية: D-1)‏الرحلة الثانية والعشرون ضمن برنامج مكوك الفضاء لوكالة ناسا، والرحلة التاسعة على متن مكوك الفضاء تشالنجر، انطلقت الرحلة في 30 أكتوبر 1985 من مركز كينيدي للفضاء، وهبطت في 6 نوفمبر في قاعدة إدواردز الجوية، الرحلة كانت بتمويل وإشراف ألماني، الهدف من الرحلة إجرآء تجارب علمية، وقد كانت وحدة التحكم والسيطرة على المكوك تتم في مركز عمليات الفضاء في ألمانيا، بلغ عدد رواد الفضاء المشاركين في الرحلة ثمانية رواد وهو رقم قياسي لأكثر رحلة تضم عدد من رواد الفضاء حتى الآن، كان من بينهم أثنين من الألمان وهولندي بالإضافة لخمسة أمريكيين.